# Mörder, Hoffnung der Frauen

Mörder, Hoffnung der Frauen (Meurtrier, Espoir des Femmes) est un opéra en un acte de Paul Hindemith, avec un livret allemand de Oskar Kokoschka basé sur sa pièce écrite en 1907.
L'œuvre est la première d'un triptyque d'opéras en un acte influencés par l'expressionnisme, les autres étant Das Nusch-Nuschi (1921), et Sancta Susanna (1922).

## Histoire
Il a d'abord été réalisé le 4 juin 1921 au Landestheater Stuttgart sous Fritz Busch.

## Rôles
| Rôle                      | Type de voix | Distribution lors de la première le 4 juin 1921 (chef d'orchestre : Fritz Busch) |
| ------------------------- | ------------ | -------------------------------------------------------------------------------- |
| L'homme                   | baryton      | Theodor Scheidl                                                                  |
| La femme                  | soprano      | Erna Ellmenreich                                                                 |
| Première femme de chambre | soprano      |                                                                                  |
| Deuxième femme de ménage  | soprano      |                                                                                  |
| Troisième femme de ménage | contralto    |                                                                                  |
| Premier soldat            | ténor        |                                                                                  |
| Second soldat             | ténor        |                                                                                  |
| Troisième soldat          | basse        |                                                                                  |